# Лисінін (Західнопоморське воєводство)
Лисінін (пол. Łysinin, нім. Grenzneuhof) — село в Польщі, у гміні Чаплінек Дравського повіту Західнопоморського воєводства.
Населення — 67 осіб (2011).
У 1975-1998 роках село належало до Кошалінського воєводства.

## Демографія
Демографічна структура станом на 31 березня 2011 року:
|          | Загалом | Допрацездатний вік | Працездатний вік | Постпрацездатний вік |
| -------- | ------- | ------------------ | ---------------- | -------------------- |
| Чоловіки | 35      | 7                  | 25               | 3                    |
| Жінки    | 32      | 7                  | 20               | 5                    |
| Разом    | 67      | 14                 | 45               | 8                    |